# Тальхайм (Тутлинген)
Тальхайм (нем. Talheim) — община в Германии, в земле Баден-Вюртемберг.
Подчиняется административному округу Фрайбург. Входит в состав района Тутлинген. Население составляет 1206 человек (на 31 декабря 2010 года). Занимает площадь 13,10 км².